# ENA 플레이
ENA 플레이(ENA PLAY)는 대한민국의 방송채널 사용사업자인 KT ENA가 운영하는 텔레비전 채널이다.

## 역사
- 2010년 7월 3일 (구) 채널ONE

## 연혁
- 채널명 변경 역사는 다음과 같다.
  - 2010년 7월 3일 : 채널원
  - 2014년 8월 1일 : 스카이 엔터 (skyENT)
  - 2020년 3월 16일 : NQQ
  - 2022년 4월 29일 : ENA 플레이 (ENA PLAY)

## 주요 프로그램
- 디스커버리 채널 코리아와의 공동 제작 프로그램 : 잠적, 스트레인저, 고생 끝에 밥이 온다, 지구에 무슨 129?
- SBS 플러스와의 공동 제작 프로그램 : 나는 SOLO
- 문화방송과의 공동 제작 프로그램 : 심장이 뛴다 38.5

## 같이 보기
- ENA
- 원스
- 오라이프
- ENA 드라마
- ENA 스토리